# Hydroscapha saboureaui
Hydroscapha saboureaui is een keversoort uit de familie Hydroscaphidae. De wetenschappelijke naam van de soort is voor het eerst geldig gepubliceerd in 1949 door Paulian.